# Elvis sings The Wonderful World of Christmas
Elvis sings The Wonderful World of Christmas is een kerstalbum van Elvis Presley uit 1971. Het was het tweede officiële kerstalbum van Elvis na Elvis' Christmas Album uit 1957.
Het album werd in twee dagen opgenomen, op 15 en 16 mei 1971. Producer was Felton Jarvis.
Hoewel het album niet zo succesvol bleek als Elvis' Christmas Album, was het toch behoorlijk populair. Tot nu toe zijn er in de VS ruim 3 miljoen exemplaren van verkocht.

## Tracklisting
Kant A:
1. O Come All Ye Faithfull (Elvis Presley)
2. The First Noel (Elvis Presley)
3. On A Snowy Christmas Night (Stanley Gelber)
4. Winter Wonderland (Felix Bernard/Richard B. Smith)
5. The Wonderful World of Christmas (Charles Tobias/Al Frisch)
6. It Won't Seem Like Christmas (Without You) (Balthazar/J.A. Balthrop)

Kant B:
1. I'll Be Home on Christmas Day (Tony MacAulay)
2. If I Get Home on Christmas Day (Michael Jarrett)
3. Holly Leaves and Christmas Trees (Glenn Spreen/Red West)
4. Merry Christmas Baby (Lou Baxter/Johnny Moore)
5. Silver Bells (Jay Livingston/Ray Evans)

Op latere vinyl persingen werd aan kant B nog een extra track toegevoegd, Blue Christmas. Deze versie werd opgenomen in 1968 tijdens Presley's beroemde NBC Comeback Special. Dit nummer verscheen ook op de eerste cd-versies van het album uit eind jaren 1980. Andere cd-versies bevatten niet Blue Christmas, maar wel twee bonustracks, If Everyday Was Like Christmas en een andere versie van I'll Be Home on Christmas Day.
In 2011 verscheen een speciale versie van het album in de zogenoemde Follow That Dream-serie, een serie albums met bonusmateriaal. In dit geval bevatte het album een bonus disc met alternatieve takes van de meeste nummers op het album, plus een uitvoering van The Lord's Prayer.

## Overige kerstalbums van Elvis Presley
Elvis Presley heeft in zijn carrière twee officiële kerstplaten gemaakt: Elvis' Christmas Album uit 1957 en Elvis Sings The Wonderful World of Christmas uit 1971. In 1966 verscheen de kerstsingle If Everyday Was Like Christmas, die in 1970 op een heruitgave van Elvis' Christmas Album werd gezet. In totaal gaat het om 25 nummers die in de loop der jaren op veel verschillende manieren zijn (her)uitgebracht op cd:
- A Merry Christmas with Elvis Presley (1982)

Nederlandse heruitgave van Elvis Sings the Wonderful World of Christmas, met nieuwe hoes en nieuwe titel.
- Blue Christmas (1992)

Verzamel-cd met vier nummers van Elvis' Christmas Album en vier van Elvis Sings The Wonderful World of Christmas.
- If Everyday Was Like Christmas (1994)

Alle nummers van beide officiële kerstalbums, plus alternatieve versies van vier nummers.
- It's Christmas Time (1999)

Heruitgave van de versie van Elvis' Christmas Album van 1970, met nieuwe hoes en titel. In de VS ook uitgebracht als Home For the Holidays, een box met daarin de cd en wat bonusmateriaal (geen extra nummers).
- White Christmas (2001)

Combinatie van de beide officiële kerstalbums, aangevuld met de nummers If Everyday Was Like Christmas en Mama Liked The Roses.
- Christmas Peace (2003)

Dubbelalbum met op de eerste disc twintig kerstsongs en op de tweede disc twintig religieuze opnamen.
- Elvis Christmas (2006)

Combinatie van beide officiële kerstalbums.
- I'll Be Home For Christmas (2000)

De acht kerstsongs van Elvis' Christmas Album (dus zonder de vier gospelsongs van het oorspronkelijke album)
- Christmas Duets (2008)

Dertien kerstsongs van de twee kerstalbums, verwerkt tot duetten met eigentijdse artiesten.
- Merry Christmas...Love, Elvis (2013)

Verzameling van diverse kerstsongs van beide officiële kerstalbums.
- Elvis Christmas (2017)

Verzameling van diverse kerstsongs van beide albums voorzien van een nieuwe begeleiding door het Royal Philharmonic Orchestra
De laatste jaren stonden verschillende titels in de Top Holiday Albums-lijst van Billboard, zoals It's Christmas Time, The Classic Christmas Album, Blue Christmas, Ultimate Christmas en Merry Christmas...Love, Elvis.